# Reduzierte Masse
Die reduzierte Masse {\displaystyle m_{\mathrm {red} }} ist eine fiktive Masse, die unter bestimmten Voraussetzungen die Eigenschaften zweier Einzelmassen eines Systems repräsentiert. Verallgemeinert für ein System mit {\displaystyle N} Einzelmassen ist sie das {\displaystyle {\frac {1}{N}}}-fache des harmonischen Mittels dieser Massen.

## Astronomie, Teilchenbewegung
Wenn sich zwei Körper mit Massen {\displaystyle m_{1}} und {\displaystyle m_{2}} bewegen, ohne dem Einfluss einer Gesamtkraft zu unterliegen, so lassen sich die Bewegungsgleichungen aufspalten in die freie Bewegung des Schwerpunktes und das Ein-Körper-Problem der Relativbewegung. Dabei verhält sich das leichtere Teilchen im relativen Abstand zum schwereren Teilchen wie ein Teilchen, das die durch
{\displaystyle {\frac {1}{m_{\mathrm {red} }}}={\frac {1}{m_{1}}}+{\frac {1}{m_{2}}}}
charakterisierte reduzierte Masse
{\displaystyle m_{\mathrm {red} }:={\frac {m_{1}\,m_{2}}{m_{1}+m_{2}}}}
hat.
Je nach Masse {\displaystyle m_{1}} des schwereren Körpers ({\displaystyle m_{1}\geq m_{2}}) gilt für die reduzierte Masse:
{\displaystyle {\frac {m_{2}}{2}}\leq m_{\mathrm {red} }<m_{2}}
mit den Randwerten
- {\displaystyle m_{\mathrm {red} }\approx m_{2}/2} für {\displaystyle m_{1}\approx m_{2}} und
- {\displaystyle m_{\mathrm {red} }\approx m_{2}}   für {\displaystyle m_{1}\gg m_{2}\Leftrightarrow m_{2}/m_{1}\ll 1}.

In wichtigen Fällen (Planetenbewegung, Bewegung eines Elektrons im Coulombfeld des Atomkerns) unterscheiden sich die Massen des schwereren und des leichteren Körpers sehr stark ({\displaystyle m_{2}/m_{1}\ll 1}). Dann ist die reduzierte Masse fast die Masse des leichteren Teilchens:
{\displaystyle m_{\mathrm {red} }={\frac {m_{2}}{1+m_{2}/m_{1}}}\approx m_{2}\left(1-{\frac {m_{2}}{m_{1}}}\right)\approx m_{\mathrm {2} }}
So lässt sich zum Beispiel die Relativbewegung Mond-Erde auf ein Ein-Körper-Problem reduzieren: Der Mond bewegt sich wie ein Körper mit reduzierter Masse {\displaystyle m_{\mathrm {red} }} im Gravitationsfeld der Erde.
In vielen Lehrbüchern wird die reduzierte Masse mit dem griechischen Buchstaben {\displaystyle \mu } abgekürzt.

### Herleitung
- Bei verschwindender Gesamtkraft lauten die Bewegungsgleichungen für die Orte {\displaystyle {\vec {r}}_{1}} und {\displaystyle {\vec {r}}_{2}} der beiden Körper:

{\displaystyle m_{1}{\frac {\mathrm {d} ^{2}{\vec {r}}_{1}}{\mathrm {d} t^{2}}}={\vec {F}}}
{\displaystyle m_{2}{\frac {\mathrm {d} ^{2}{\vec {r}}_{2}}{\mathrm {d} t^{2}}}=-{\vec {F}}}
- Addiert man diese zwei Gleichungen, so erhält man für den Schwerpunkt

{\displaystyle {\vec {R}}:={\frac {m_{1}{\vec {r}}_{1}+m_{2}{\vec {r}}_{2}}{M}}}
mit der Massensumme {\displaystyle M:=m_{1}+m_{2}} die Bewegungsgleichung
{\displaystyle {\ddot {\vec {R}}}=0}
eines freien Teilchens. Also bewegt sich der Schwerpunkt geradlinig gleichförmig:
{\displaystyle {\vec {R}}(t)={\vec {R}}(0)+t\,{\vec {v}}(0)}
- Subtrahiert man die durch die jeweilige Masse dividierten Bewegungsgleichungen der Teilchen, so erhält man

{\displaystyle {\frac {\mathrm {d} ^{2}}{\mathrm {d} t^{2}}}({\vec {r}}_{1}-{\vec {r}}_{2})=\left({\frac {1}{m_{1}}}+{\frac {1}{m_{2}}}\right){\vec {F}}={\frac {1}{m_{\mathrm {red} }}}{\vec {F}}}
{\displaystyle \Leftrightarrow m_{\mathrm {red} }{\frac {\mathrm {d} ^{2}{\vec {r}}}{\mathrm {d} t^{2}}}={\vec {F}}}
als Bewegungsgleichung für den relativen Ortsvektor {\displaystyle {\vec {r}}:={\vec {r}}_{1}-{\vec {r}}_{2}}. Dieser bewegt sich also wie ein Teilchen der reduzierten Masse {\displaystyle m_{\mathrm {red} }} unter dem Einfluss der Kraft {\displaystyle {\vec {F}}}.

### Drehimpuls
Für ein System aus zwei Teilchen kann mithilfe der reduzierten Masse der Drehimpuls im Schwerpunktsystem angegeben werden als
{\displaystyle {\begin{aligned}{\vec {L}}_{\mathrm {S} }&=\sum _{i=1}^{2}{\vec {L}}_{i\mathrm {S} }=({\vec {r}}_{1\mathrm {S} }\times {\vec {p}}_{1\mathrm {S} })+({\vec {r}}_{2\mathrm {S} }\times {\vec {p}}_{2\mathrm {S} })\\&=({\vec {r}}_{1\mathrm {S} }-{\vec {r}}_{2\mathrm {S} })\times {\vec {p}}_{1\mathrm {S} }={\vec {r}}_{12}\times m_{\mathrm {red} }{\vec {v}}_{1\mathrm {2} }\end{aligned}}}
Hier bezeichnen 
- {\displaystyle {\vec {r}}_{i\mathrm {S} },{\vec {p}}_{i\mathrm {S} }} jeweils den Ortsvektor bzw. den Impuls des Teilchens {\displaystyle i} bezogen auf den Schwerpunkt.
- {\displaystyle {\vec {r}}_{12},{\vec {v}}_{12}} jeweils den relativen Abstand bzw. die relative Geschwindigkeit der beiden Teilchen.

Auf den Schwerpunkt bezogen ist der Drehimpuls eines Gesamtsystems von zwei Teilchen also genau so groß wie der Drehimpuls eines Teilchens mit dem Impuls {\displaystyle m_{\mathrm {red} }{\vec {v}}_{12}} und dem Ortsvektor {\displaystyle {\vec {r}}_{12}}.

## Technische Mechanik
Eine Punktmasse {\displaystyle m}, die im Abstand {\displaystyle r_{\mathrm {m} }} um eine Achse rotiert, kann auf einen anderen Abstand {\displaystyle r} umgerechnet werden. Die reduzierte Masse im neuen Abstand {\displaystyle r} hat das gleiche Trägheitsmoment bezüglich der Drehachse wie die ursprüngliche Masse. Mit der Übersetzung
{\displaystyle i={\frac {r_{\mathrm {m} }}{r}}}
berechnet sich die reduzierte Masse zu:
{\displaystyle m_{\mathrm {red} }=i^{2}\,m}
Anwendung z. B. in der Schwingungslehre.